# Edu Barreto
Edu Barreto (Asunción, 1978) es un diseñador, catedrático, poeta y activista LGBT paraguayo.
Antes de iniciarse como escritor, ejerció la carrera de diseño gráfico, lo que lo llevó al diseño de portadas de libros.
En 2016 inició el proyecto «Bien Cerca», una iniciativa en que visitaba plazas de Asunción y leía poemas de varios autores al oído de transeúntes que lo desearan como forma de promover la literatura y rescatar el espacio público. Posteriormente, las poetas Cony Oviedo, Jimena Gómez, Camila Arcondo y Ruth Cáceres se unieron al proyecto y el mismo se amplió a medios digitales.
En 2018 publicó su primer libro, Primera piedra. Poesía gay bajo el agua, compuesto por 40 poemas que abordan temas como el duelo por la muerte de su madre y la partida de hombres importantes en su vida. Su segunda publicación fue el poemario Beso negro (2021), que incluyó ilustraciones del artista español Blas Nusier y en el que explora el erotismo y sus relaciones pasadas con hombres.

## Obras
- Primera piedra. Poesía gay bajo el agua (2018)[8]
- Beso negro (2021)